# Степаново (Воткінський район)
Степа́ново (рос. Степаново) — село у Воткінському районі Удмуртії, Росія.
Населення становить 72 особи (2010, 145 у 2002).
Національний склад (2002):
- росіяни — 93 %

Урбаноніми:
- вулиці — Лісова, Набережна, Нагірна, Нова, Центральна

В селі знаходиться пристань на річці Кама.